# Terasa Łochowska

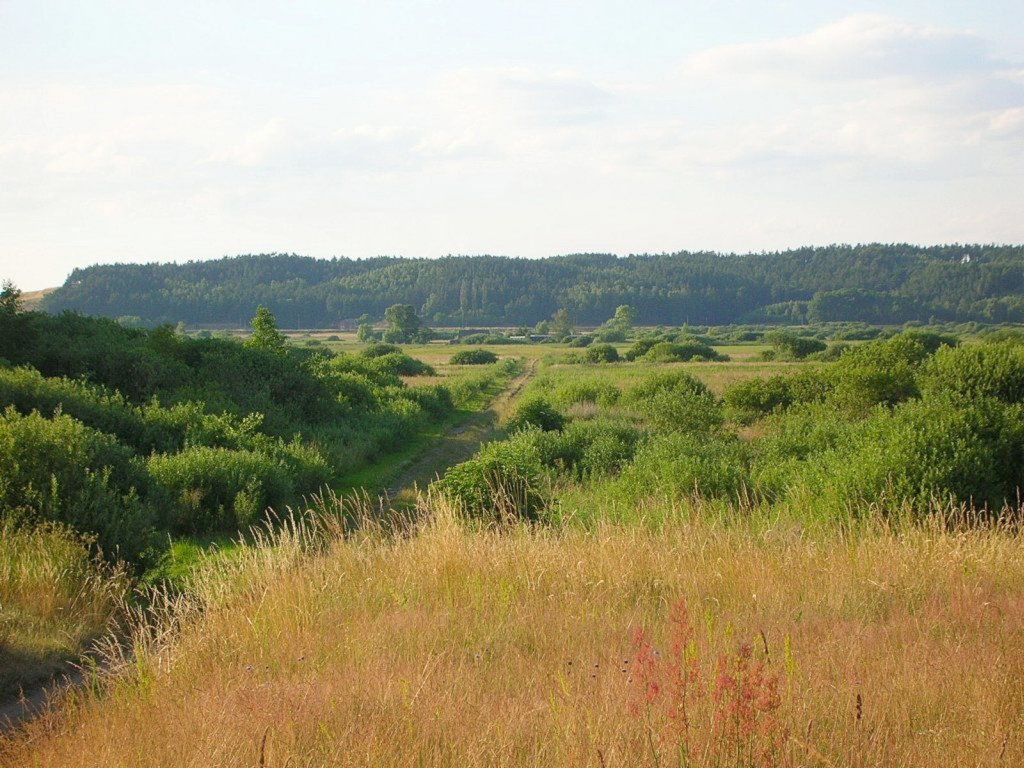
Widok z Łochowa w kierunku Doliny Kanału Bydgoskiego

Terasa Łochowska (315.355) – mikroregion fizycznogeograficzny, stanowiący część mezoregionu Kotliny Toruńskiej.

## Położenie
Mikroregion zajmuje teren położony na zachód od Bydgoszczy oraz na południe od  Doliny Kanału Bydgoskiego. W jego skład wchodzi fragment jednostki urbanistycznej Prądy w granicach administracyjnych Bydgoszczy.
Z powodu różnic w użytkowaniu terenu, wydziela się części:
- Lasy Zamojskie (315.355.01) – obejmujące głównie tereny leśne, stanowiące zachodnie rubieże Puszczy Bydgoskiej;
- Równinę Łochowską (315.355.02) – obszar użytkowany rolniczo w okolicy Łochowa i Łochowic.

## Charakterystyka
Mikroregion jest wydzielony w obrębie rozległej pradolinnej terasy IX wyniesionej 66–69 m n.p.m. Od sąsiednich mikroregionów, położonych bliżej Bydgoszczy (Miasto Bydgoszcz Południowe, Wydmy Puszczy Bydgoskiej) odróżnia się brakiem oddziaływań typu miejskiego oraz niewielkim udziałem wydm śródlądowych. W krajobrazie dominują równiny z niewielkimi pagórkami wydmowymi do 3 m wysokości. Warstwy powierzchniowe stanowią piaski, przewarstwione żwirami. Lokalnie na głębokości 1–3 m zalegają gliny piaszczyste, co zmniejsza przepuszczalność podłoża i sprzyja zwiększeniu żyzności siedlisk. Występuje stosunkowo wysoki poziom wód gruntowych, miejscami tereny są zabagnione. Terasa Łochowska występuje na wododziale Odry i Wisły. W 1774 r. przez mikroregion przekopano kanał zasilający w wodę system Kanału Bydgoskiego, a w 1882 r. włączono go w ciąg Kanału Górnonoteckiego.
Równina Łochowska stanowi płaski obszar użytkowany rolniczo, z glebami brunatnymi, płowymi i lokalnie czarnymi ziemiami przeciętnej bonitacji. Na terenie tym rozwija się budownictwo mieszkaniowe o charakterze osiedli podmiejskich Bydgoszczy. Natomiast na terenie Lasów Zamojskich występują niewielkie wydmy śródlądowe. Teren ten zajmują bory sosnowe na siedliskach boru świeżego, boru mieszanego, a miejscami boru bagiennego i grądu.